# Nitroglycerin (thuốc)
Nitroglycerin, còn được gọi là glyceryl trinitrate (GTN), là một loại thuốc dùng cho bệnh suy tim, huyết áp cao, nứt hậu môn, và để điều trị và ngăn ngừa đau ngực do không đủ lưu lượng máu đến tim (đau thắt ngực) hoặc do cocaine. Điều này bao gồm đau ngực do đau tim. Nó được uống bằng miệng, đặt dưới lưỡi, bôi lên da hoặc tiêm vào tĩnh mạch.
Tác dụng phụ thường gặp bao gồm đau đầu và huyết áp thấp. Huyết áp thấp có thể khá nghiêm trọng. Không rõ liệu sử dụng trong thai kỳ có an toàn cho em bé hay không. Không nên sử dụng cùng với các loại thuốc trong gia đình sildenafil (chất ức chế PDE5) do nguy cơ bị huyết áp thấp. Nitroglycerin thuộc họ thuốc nitrat. Mặc dù không hoàn toàn rõ ràng về cách thức hoạt động của nó, nó được cho là hoạt động bằng cách làm giãn mạch máu.
Nitroglycerin được nghiên cứu vào đầu năm 1846 và được đưa vào sử dụng y tế vào năm 1878. Nó nằm trong Danh sách các loại thuốc thiết yếu của Tổ chức Y tế Thế giới, loại thuốc an toàn và hiệu quả nhất cần thiết trong hệ thống y tế. Chi phí bán buôn tại các nước đang phát triển năm 2014, là 0,06 – 0,22 đô la Mỹ mỗi liều bằng miệng. Thuốc nitroglycerin (GTN) là một dạng loãng của cùng loại hóa chất được sử dụng làm chất nổ, nitroglycerin. Pha loãng chất này làm cho nó không nổ. Năm 2016, đây là loại thuốc được kê đơn nhiều thứ 180 tại Hoa Kỳ với hơn 3 triệu đơn thuốc.

## Sử dụng trong y tế

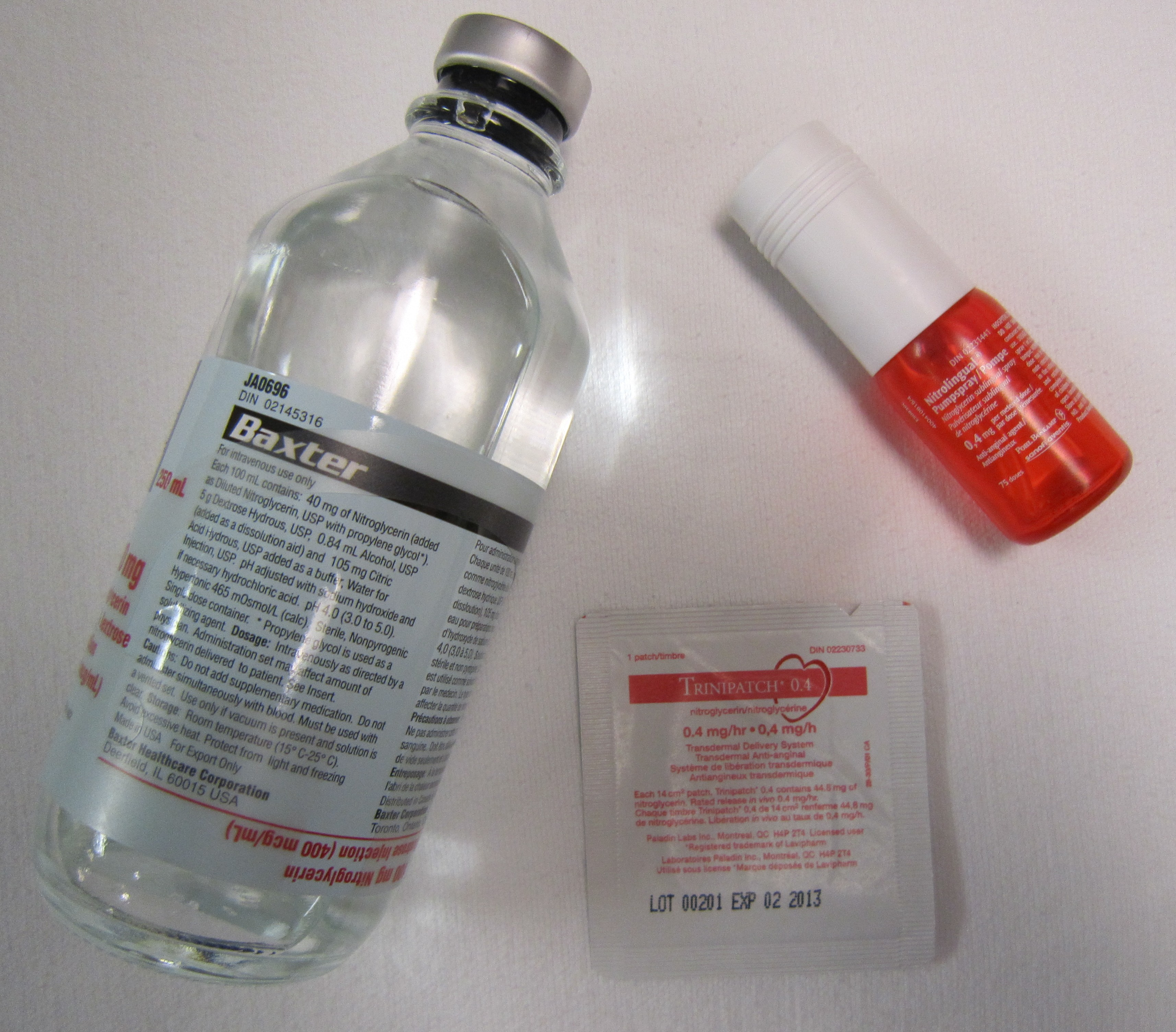
Ba dạng khác nhau của nitroglycerin: tiêm tĩnh mạch, tiêm dưới lưỡi và miếng dán nitroglycerin.

Nitroglycerin được sử dụng để điều trị đau thắt ngực, nhồi máu cơ tim cấp tính, tăng huyết áp nặng và co thắt động mạch vành cấp tính.